# Куткашенский султанат

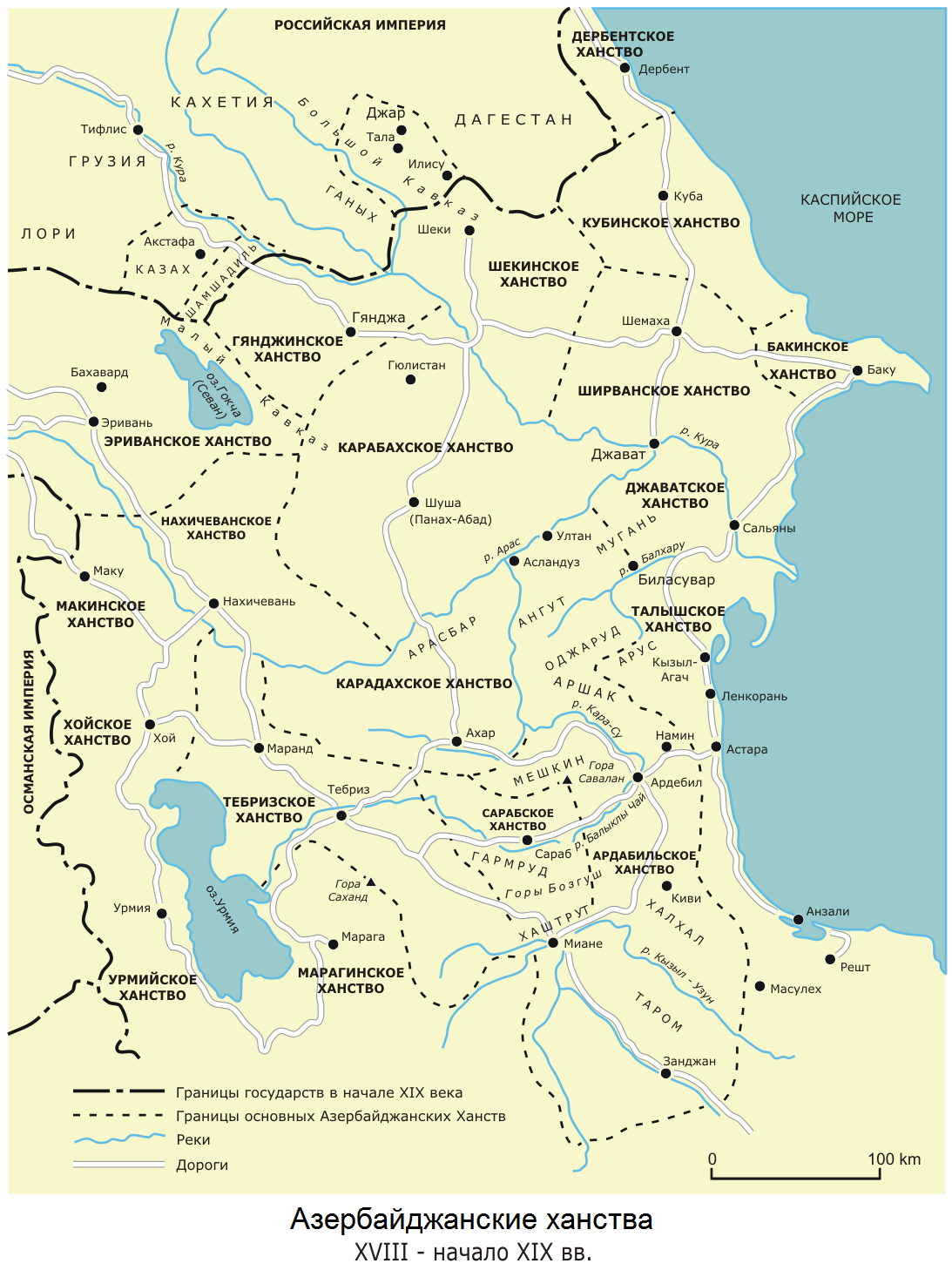
Ханства Закавказья и Иранского Азербайджана, XVIII — начало XIX вв.

Куткашенский султанат (азерб. Qutqaşen sultanlığı) — феодальное государство, существовавшее с середины XVIII — конец XVIII вв. на севере современного Азербайджана, в пределах нынешнего Габалинского района.

## История
В античный период территория входила в состав Кавказской Албании. Примерно с концa II до н. э. или с середины I в. до н. э. по V в. н. э. Кабала являлась столицей этого государства. Здесь находилась резиденция царей, а после принятия христианства в IV в. н. э. являлась главным религиозным центром страны.
После завоевания Закавказья арабами, город сохранял статус крупного ремесленного и сельскохозяйственного центра в регионе. С IX—XVI — в составе государства Ширваншахов. В XIII веке город подвергся нашествию монголов и был разрушен, через некоторое время он возрождается. В XVI в. область захватывает Сефевидский Иран
С середины XVIII в. Кабала стала утрачивать прежнее влияние и значимость, — и люди стали уезжать отсюда.
После смерти иранского правителя Надир-Шаха в 1747 году возник Куткашенский султанат с центром в Куткашене. В 50-х годах правитель Шекинского ханства Гаджи Челеби подчиняет султанат. Однако султаны имели некоторое самоуправление и могли управлять своими владениями в качестве шекинского вассала. В конце XVIII века султанат был выкуплен ханом Шеки и присоединен к ханству, теперь область имела статус магала и управлялась присылаемыми из Шеки наибами.

## Правители
- Хаджи Сафи Султан
- Калбали Султан — правил до 1779 года
- Хаджи Насирулла

Джума мечеть XVIII века
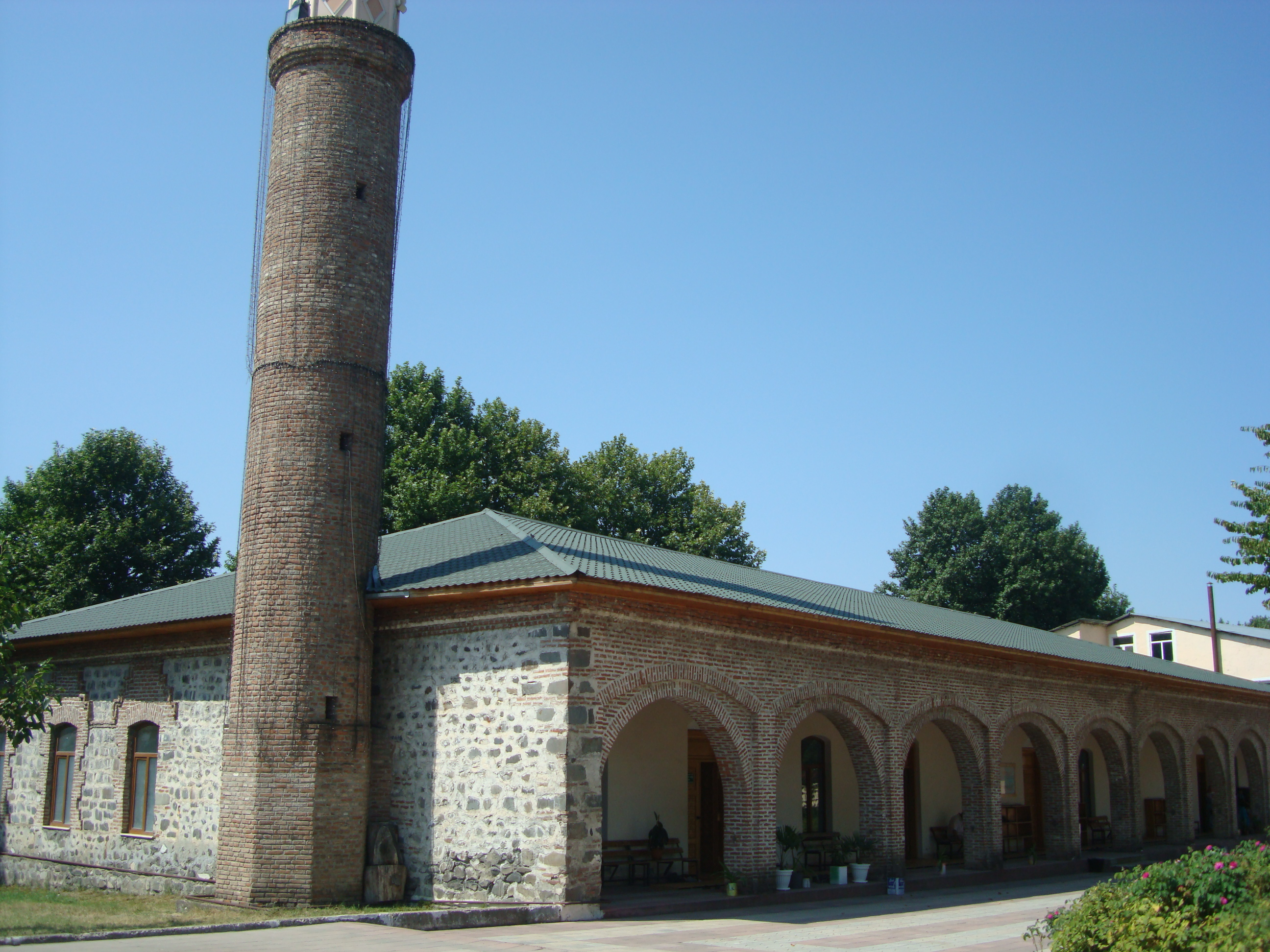